# Leonardo González (Fußballspieler, 1980)
Leonardo González Arce (* 21. November 1980 in San José) ist ein costa-ricanischer ehemaliger Fußballspieler.
González begann 2000 in seiner Heimat beim Erstligisten CS Herediano in der Abwehr. Seine größten Erfolge mit dem Verein waren bislang die zwei Endspielteilnahmen um die costa-ricanische Meisterschaft 2001 und 2004. Anfang der 2000er interessierte sich auch das europäische Spitzenteam PSV Eindhoven für ihn, ein Wechsel kam aber nicht zustande.
Seit 2002 spielt er auch in der costa-ricanischen Nationalmannschaft. In der WM-Qualifikation wurde er zwar eingesetzt, bei der Weltmeisterschaft 2002 war er aber nicht dabei. Seitdem hat er sich zu einer festen Größe auf der linken Abwehrseite entwickelt. Er vertrat sein Land bei der Copa América 2004 und stand im Aufgebot Costa Ricas für die Fußball-Weltmeisterschaft 2006 in Deutschland. Er kam bis 2009 zu 61 Einsötzen in der Nationalmannschaft.
2009 wechselte González in die USA zu den Seattle Sounders und 2016 wieder zu seinem alten Verein Herediano. Zum Jahresbeginn 2019 beendete er seine Karriere.
| Personendaten    | Personendaten                    |
| ---------------- | -------------------------------- |
| NAME             | González, Leonardo               |
| ALTERNATIVNAMEN  | González Arce, Leonardo          |
| KURZBESCHREIBUNG | costa-ricanischer Fußballspieler |
| GEBURTSDATUM     | 21. November 1980                |
| GEBURTSORT       | San José, Costa Rica             |